# ري فولباتو
ري فولباتو (بالإيطالية: Rej Volpato)‏ (مواليد 27 أغسطس 1986 في دولو - إيطاليا) لاعب كرة قدم إيطالي يلعب حاليا لصالح نادي الدرجة الأولى باري الإيطالي منذ 2008 في مركز المهاجم .